# Red Slate Mountain
Red Slate Mountain je hora v pohoří Sierra Nevada, na východě Kalifornie. Leží na hranicích Fresno County a Mono County, v centrální části Sierry Nevady.
Red Slate Mountain je s nadmořskou výškou 4 002 m
patnáctou nejvyšší horou Kalifornie.